# Podjáhen

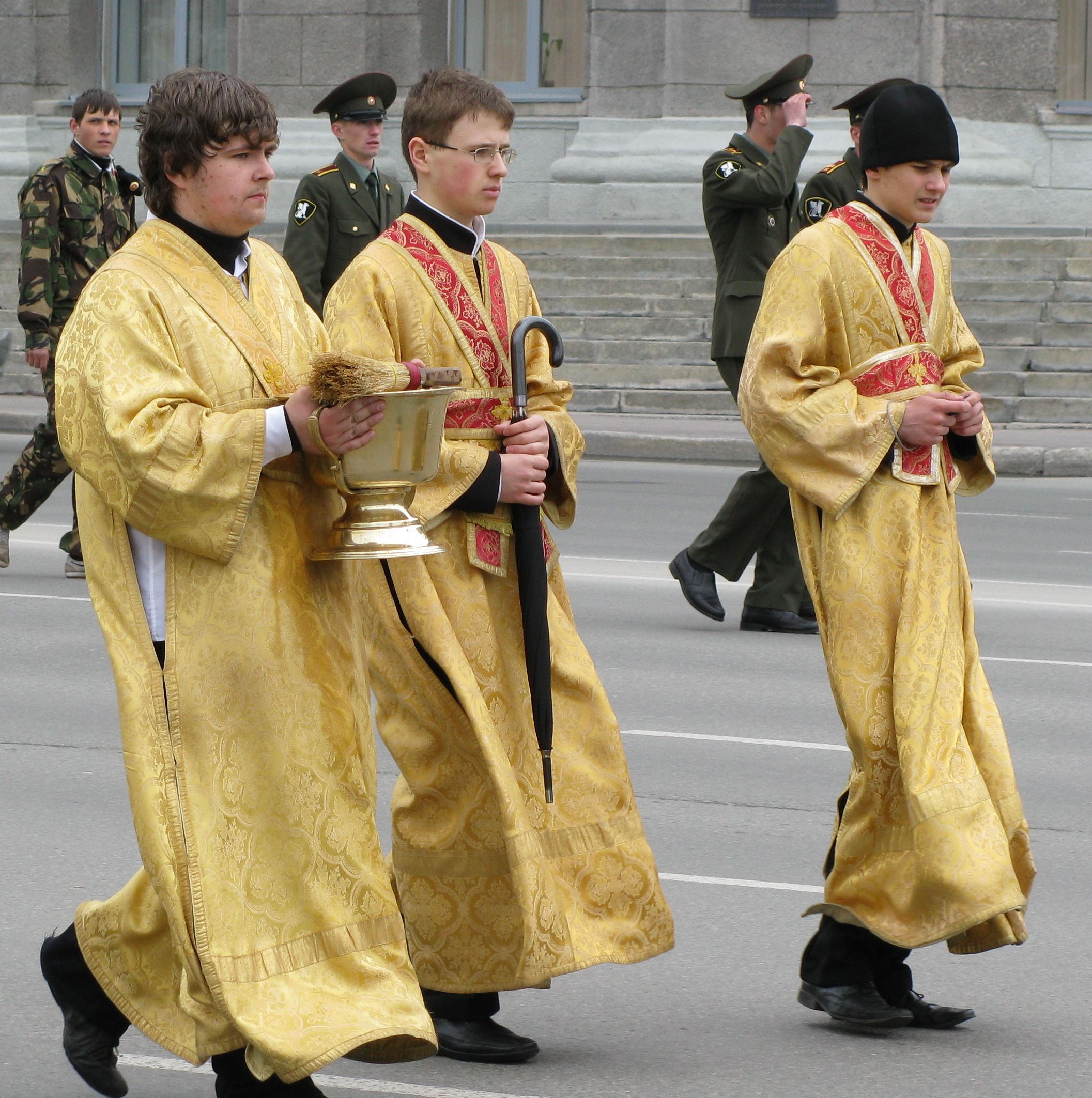
Pravoslavní podjáhni (Novosibirsk)

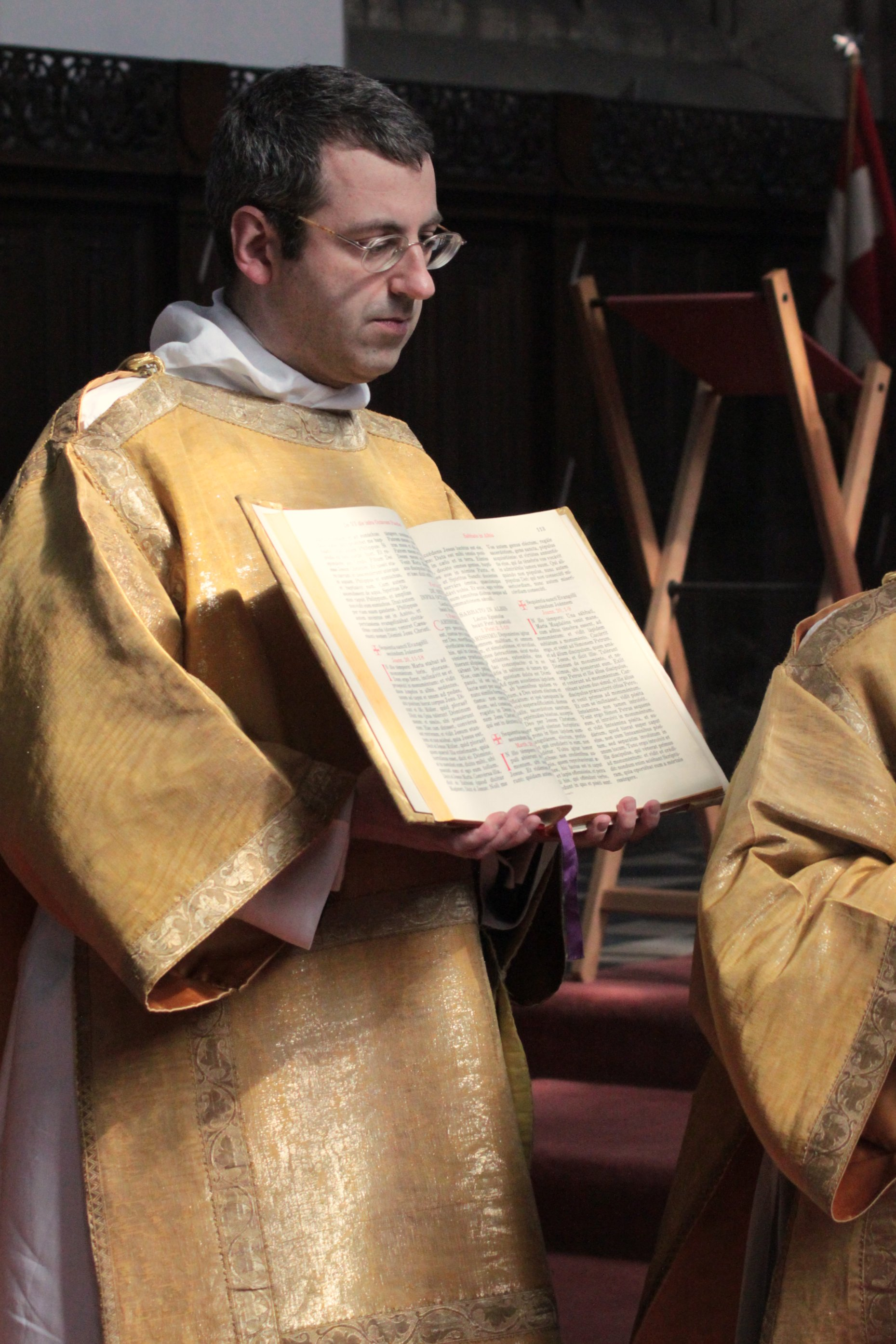
Římskokatolický podjáhen držící evangeliář

Podjáhen (subdiakon, hyppodiakon) je křesťanský duchovní s nižším stupněm svěcení než u jáhna.

## Katolická církev

### Římskokatolická církev
V římskokatolické církvi bylo podjáhenství nejnižším z vyšších svěcení a jeho přijetím vznikala povinnost dodržovat celibát a modlit se denní modlitbu církve. Podjáhni četli epištolu při slavné mši, pečovali o liturgické nádoby a prováděli první praní použitých korporálů, pall a purifikatorií.
Při bohoslužbách nosili albu, manipul a dalmatiku. Podjáhenství zrušil papež Pavel VI. apoštolským listem Ministeria quaedam ze dne 15. srpna 1972 s účinností od 1. ledna 1973.

#### Katoličtí tradicionalisté
V katolické církvi jsou stále na podjáhny svěceni seminaristé, kteří podstupují formaci v seminářích tradičněkatolických skupin jako je např. Institut Krista Krále, FSSP či FSSPX.

### Východní katolické církve
Ve východních katolických církvích existují např. v řeckokatolické a arménské apoštolské církvi, kde patří subdiakonát mezi nižší svěcení (hyppodiakon, diakon, protodiákon).

## Pravoslaví

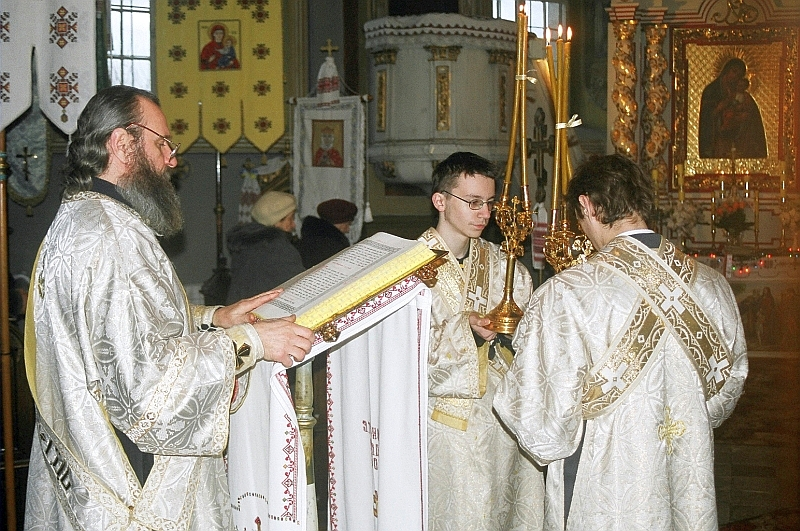
Hyppodiakoni (drží dikirion a trikirion)

Podjáhni (hyppodiakoni) existují v pravoslavných církvích.